# Horvátország a 2006. évi téli olimpiai játékokon
Horvátország az olaszországi Torinóban megrendezett 2006. évi téli olimpiai játékok egyik részt vevő nemzete volt. Az országot az olimpián 6 sportágban 23 sportoló képviselte, akik összesen 3 érmet szereztek.

## Érmesek
| Érem  | Versenyző       | Sportág  | Versenyszám                |
| ----- | --------------- | -------- | -------------------------- |
| Arany | Janica Kostelić | Alpesisí | Női összetett              |
| Ezüst | Ivica Kostelić  | Alpesisí | Férfi összetett            |
| Ezüst | Janica Kostelić | Alpesisí | Női szuperóriás-műlesiklás |

## Alpesisí
Férfi
| Versenyző        | Versenyszám            | 1. futam      | 1. futam      | 2. futam | 2. futam | Összesítés | Összesítés |
| Versenyző        | Versenyszám            | Idő           | Hely.         | Idő      | Hely.    | Idő        | Helyezés   |
| ---------------- | ---------------------- | ------------- | ------------- | -------- | -------- | ---------- | ---------- |
| Ivica Kostelić   | Műlesiklás             | 54,43         | 11.           | 50,02    | 4.       | 1:44,45    | 6.         |
| Ivica Kostelić   | Szuperóriás-műlesiklás |               |               |          |          | 1:33,53    | 31.        |
| Danko Marinelli  | Műlesiklás             | nem ért célba | nem ért célba | kiesett  | kiesett  | kiesett    | kiesett    |
| Ivan Olivari     | Szuperóriás-műlesiklás |               |               |          |          | 1:37,43    | 49.        |
| Ivan Ratkić      | Óriás-műlesiklás       | nem ért célba | nem ért célba | kiesett  | kiesett  | kiesett    | kiesett    |
| Ivan Ratkić      | Szuperóriás-műlesiklás |               |               |          |          | 1:34,77    | 36.        |
| Dalibor Šamšal   | Műlesiklás             | nem ért célba | nem ért célba | kiesett  | kiesett  | kiesett    | kiesett    |
| Natko Zrnčić-Dim | Műlesiklás             | 57,69         | 33.           | 1:01,34  | 38.      | 1:59,03    | 33.        |
| Natko Zrnčić-Dim | Óriás-műlesiklás       | 1:22,57       | 28.           | 1:23,02  | 25.      | 2:45,59    | 25.        |
| Natko Zrnčić-Dim | Szuperóriás-műlesiklás |               |               |          |          | 1:34,49    | 35.        |

| Versenyző        | Versenyszám | Lesiklás | Lesiklás | Műlesiklás | Műlesiklás | Műlesiklás    | Műlesiklás    | Műlesiklás | Műlesiklás | Összesítés | Összesítés |
| Versenyző        | Versenyszám | Lesiklás | Lesiklás | 1. futam   | 1. futam   | 2. futam      | 2. futam      | Össz.      | Össz.      | Összesítés | Összesítés |
| Versenyző        | Versenyszám | Idő      | Hely.    | Idő        | Hely.      | Idő           | Hely.         | Idő        | Hely.      | Idő        | Helyezés   |
| ---------------- | ----------- | -------- | -------- | ---------- | ---------- | ------------- | ------------- | ---------- | ---------- | ---------- | ---------- |
| Ivica Kostelić   | Összetett   | 1:40,44  | 14.      | 44,61      | 3.         | 44,83         | 9.            | 1:29,44    | 4.         | 3:09,88    |            |
| Ivan Ratkić      | Összetett   | 1:44,71  | 47.      | 48,48      | 31.        | nem ért célba | nem ért célba | kiesett    | kiesett    | kiesett    | kiesett    |
| Tin Široki       | Összetett   | 1:44,75  | 48.      | 47,40      | 26.        | 48,01         | 28.           | 1:35,41    | 26.        | 3:20,16    | 26.        |
| Natko Zrnčić-Dim | Összetett   | 1:41,23  | 27.      | 56,55      | 42.        | 46,37         | 23.           | 1:42,92    | 31.        | 3:24,15    | 33.        |

Női
| Versenyző       | Versenyszám            | 1. futam      | 1. futam      | 2. futam      | 2. futam      | Összesítés | Összesítés |         |         |
| Versenyző       | Versenyszám            | Idő           | Hely.         | Idő           | Hely.         | Idő        | Helyezés   |         |         |
| --------------- | ---------------------- | ------------- | ------------- | ------------- | ------------- | ---------- | ---------- | ------- | ------- |
| Matea Ferk      | Műlesiklás             | nem ért célba | nem ért célba | kiesett       | kiesett       | kiesett    | kiesett    |         |         |
| Matea Ferk      | Óriás-műlesiklás       | 1:06,67       | 39.           | nem ért célba | nem ért célba | kiesett    | kiesett    | kiesett | kiesett |
| Nika Fleiss     | Műlesiklás             | 44,31         | 21.           | 48,30         | 21.           | 1:32,61    | 23.        |         |         |
| Nika Fleiss     | Óriás-műlesiklás       | 1:03,27       | 26.           | 1:10,16       | 17.           | 2:13,43    | 19.        |         |         |
| Nika Fleiss     | Szuperóriás-műlesiklás |               |               |               |               | 1:36,65    | 40.        |         |         |
| Ana Jelušić     | Műlesiklás             | 43,42         | 10.           | 48,36         | 23.*          | 1:31,78    | 15.        |         |         |
| Ana Jelušić     | Óriás-műlesiklás       | 1:05,19       | 35.           | nem ért célba | nem ért célba | kiesett    | kiesett    | kiesett | kiesett |
| Janica Kostelić | Lesiklás               |               |               |               |               | nem indult | nem indult |         |         |
| Janica Kostelić | Műlesiklás             | 43,07         | 5.            | 46,87         | 4.            | 1:29,94    | 4.         |         |         |
| Janica Kostelić | Óriás-műlesiklás       | nem indult    | nem indult    | kiesett       | kiesett       | kiesett    | kiesett    |         |         |
| Janica Kostelić | Szuperóriás-műlesiklás |               |               |               |               | 1:32,74    |            |         |         |

| Versenyző       | Versenyszám | Műlesiklás | Műlesiklás | Műlesiklás | Műlesiklás | Műlesiklás | Műlesiklás | Lesiklás   | Lesiklás   | Összesítés | Összesítés |
| Versenyző       | Versenyszám | 1. futam   | 1. futam   | 2. futam   | 2. futam   | Össz.      | Össz.      | Lesiklás   | Lesiklás   | Összesítés | Összesítés |
| Versenyző       | Versenyszám | Idő        | Hely.      | Idő        | Hely.      | Idő        | Hely.      | Idő        | Hely.      | Idő        | Helyezés   |
| --------------- | ----------- | ---------- | ---------- | ---------- | ---------- | ---------- | ---------- | ---------- | ---------- | ---------- | ---------- |
| Nika Fleiss     | Összetett   | 40,29      | 16.        | 45,00      | 19.        | 1:25,29    | 17.        | nem indult | nem indult | kiesett    | kiesett    |
| Janica Kostelić | Összetett   | 38,65      | 2.         | 43,03      | 3.         | 1:21,68    | 2.         | 1:29,40    | 1.         | 2:51,08    |            |

* - egy másik versenyzővel azonos eredményt ért el

## Biatlon
Női
| Versenyző       | Versenyszám   | Lövőhiba    | Időeredmény | Helyezés |
| --------------- | ------------- | ----------- | ----------- | -------- |
| Petra Starčević | 7,5 km sprint | 2 (2+0)     | 28:11,9     | 79.      |
| Petra Starčević | 15 km egyéni  | 8 (4+1+1+2) | 1:06:49,6   | 79.      |

## Bob
Férfi
| Versenyző                                               | Versenyszám | 1. futam | 1. futam | 2. futam | 2. futam | 3. futam | 3. futam | 4. futam | 4. futam | Összesítés | Összesítés |
| Versenyző                                               | Versenyszám | Idő      | Hely.    | Idő      | Hely.    | Idő      | Hely.    | Idő      | Hely.    | Idő        | Helyezés   |
| ------------------------------------------------------- | ----------- | -------- | -------- | -------- | -------- | -------- | -------- | -------- | -------- | ---------- | ---------- |
| Ivan Šola Slaven Krajačić Alek Osmanović Juraj Grabušić | Négyes      | 56,67    | 23.      | 56,57    | 22.      | 56,51    | 24.      | kiesett  | kiesett  | 2:49,75    | 23.        |

- Dejan Vojnović (tartalék)

## Műkorcsolya
| Versenyző   | Versenyszám | Rövid program | Rövid program | Kűr   | Kűr   | Összesítés | Összesítés |
| Versenyző   | Versenyszám | Pont          | Hely.         | Pont  | Hely. | Pont       | Helyezés   |
| ----------- | ----------- | ------------- | ------------- | ----- | ----- | ---------- | ---------- |
| Idora Hegel | Női egyéni  | 47,06         | 17.           | 80,01 | 19.   | 127,07     | 19.        |

## Sífutás
Férfi
| Versenyző                     | Versenyszám  | Selejtező | Selejtező | Negyeddöntő | Negyeddöntő | Elődöntő | Elődöntő | B döntő | B döntő | Döntő     | Döntő    |
| Versenyző                     | Versenyszám  | Idő       | Hely.     | Idő         | Hely.       | Idő      | Hely.    | Idő     | Hely.   | Idő       | Helyezés |
| ----------------------------- | ------------ | --------- | --------- | ----------- | ----------- | -------- | -------- | ------- | ------- | --------- | -------- |
| Alen Abramović                | Sprint       | 2:34,61   | 75.       | kiesett     | kiesett     | kiesett  | kiesett  | kiesett | kiesett | kiesett   | 75.      |
| Alen Abramović                | 15 km        |           |           |             |             |          |          |         |         | 46:52,1   | 81.      |
| Damir Jurčević                | Sprint       | 2:28,21   | 60.       | kiesett     | kiesett     | kiesett  | kiesett  | kiesett | kiesett | kiesett   | 60.      |
| Damir Jurčević                | 15 km        |           |           |             |             |          |          |         |         | 44:20,8   | 70.      |
| Denis Klobučar                | Sprint       | 2:33,10   | 73.       | kiesett     | kiesett     | kiesett  | kiesett  | kiesett | kiesett | kiesett   | 73.      |
| Denis Klobučar                | 15 km        |           |           |             |             |          |          |         |         | 43:55,4   | 66.      |
| Denis Klobučar                | 30 km        |           |           |             |             |          |          |         |         | 1:27:16,4 | 64.      |
| Damir Jurčević Denis Klobučar | Csapatsprint | 19:43,1   | 10.       |             |             |          |          |         |         | kiesett   | 21.      |

Női
| Versenyző   | Versenyszám | Selejtező | Selejtező | Negyeddöntő | Negyeddöntő | Elődöntő | Elődöntő | B döntő | B döntő | Döntő   | Döntő    |
| Versenyző   | Versenyszám | Idő       | Hely.     | Idő         | Hely.       | Idő      | Hely.    | Idő     | Hely.   | Idő     | Helyezés |
| ----------- | ----------- | --------- | --------- | ----------- | ----------- | -------- | -------- | ------- | ------- | ------- | -------- |
| Maja Kezele | Sprint      | 2:27,16   | 58.       | kiesett     | kiesett     | kiesett  | kiesett  | kiesett | kiesett | kiesett | 58.      |
| Maja Kezele | 10 km       |           |           |             |             |          |          |         |         | 35:04,2 | 66.      |
| Maja Kezele | 15 km       |           |           |             |             |          |          |         |         | 51:36,3 | 64.      |

## Szkeleton
| Versenyző    | Versenyszám | 1. futam | 1. futam | 2. futam | 2. futam | Összesítés | Összesítés |
| Versenyző    | Versenyszám | Idő      | Hely.    | Idő      | Hely.    | Idő        | Helyezés   |
| ------------ | ----------- | -------- | -------- | -------- | -------- | ---------- | ---------- |
| Nikola Nimac | Férfi       | 1:01,86  | 26.      | 1:02,44  | 27.      | 2:04,30    | 26.        |